# Olios sjostedti
Olios sjostedti är en spindelart som beskrevs av Roger de Lessert 1921. Olios sjostedti ingår i släktet Olios och familjen jättekrabbspindlar. Inga underarter finns listade i Catalogue of Life.